# Kasendorf
Kasendorf este o comună din districtul Kulmbach, regiunea administrativă Franconia Superioară, landul Bavaria, Germania.

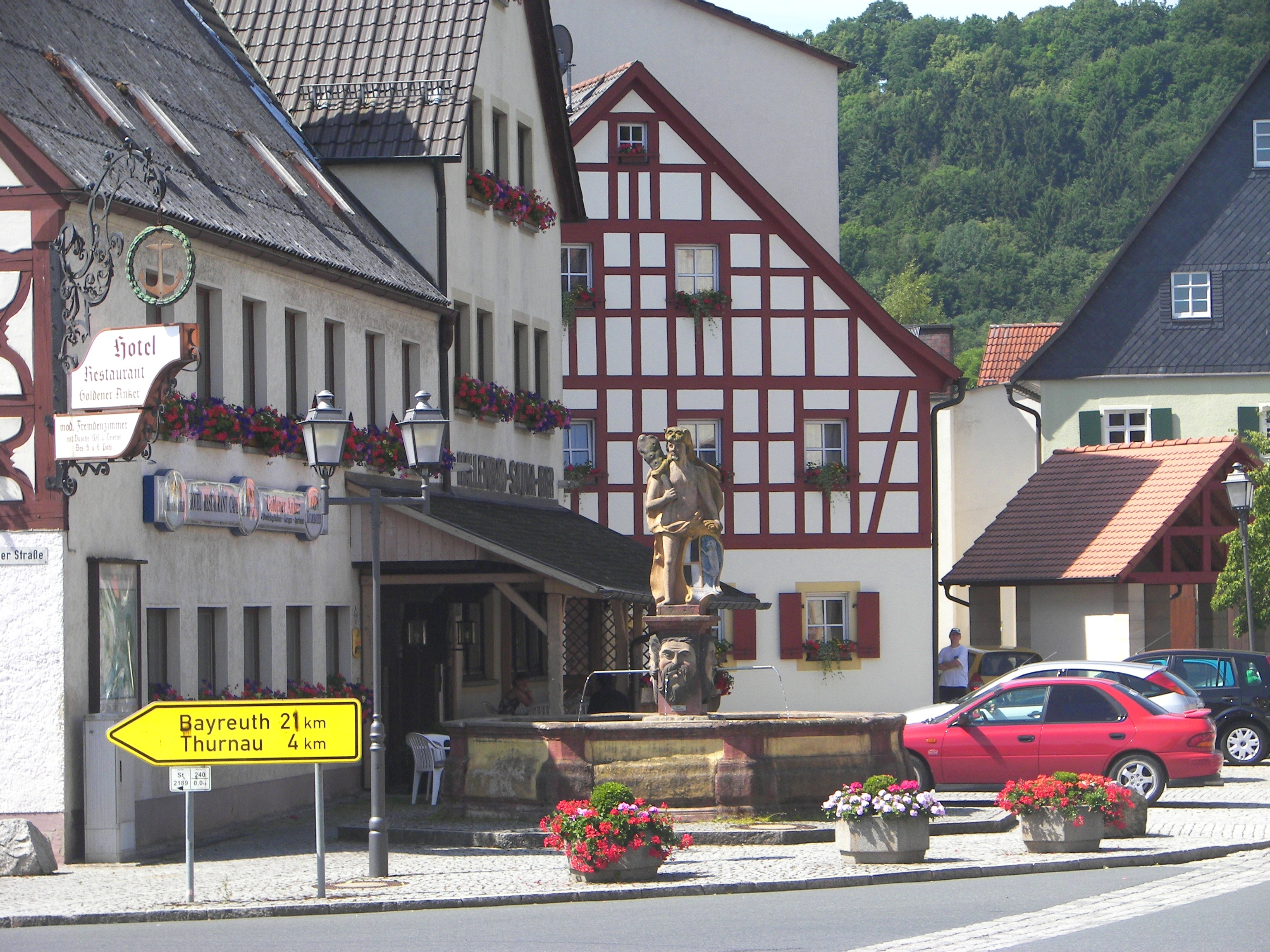
Kasendorf